# Eppendorfer Mühlenteich

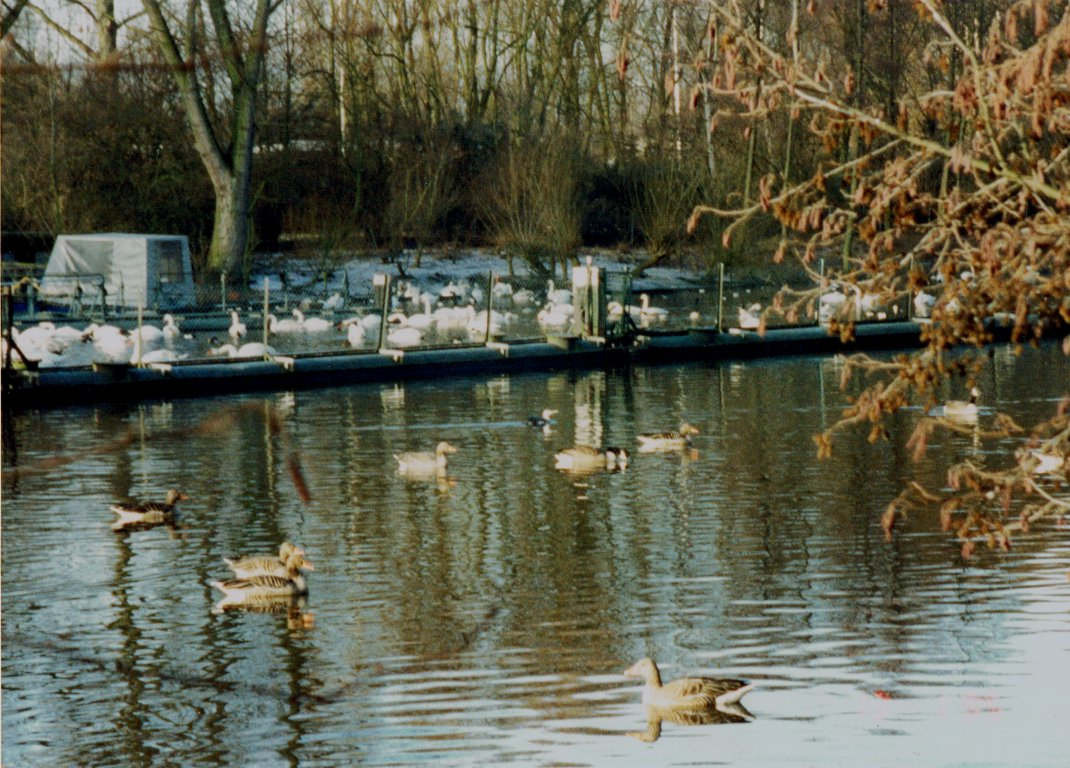
Das Schwanengehege, Januar 1995

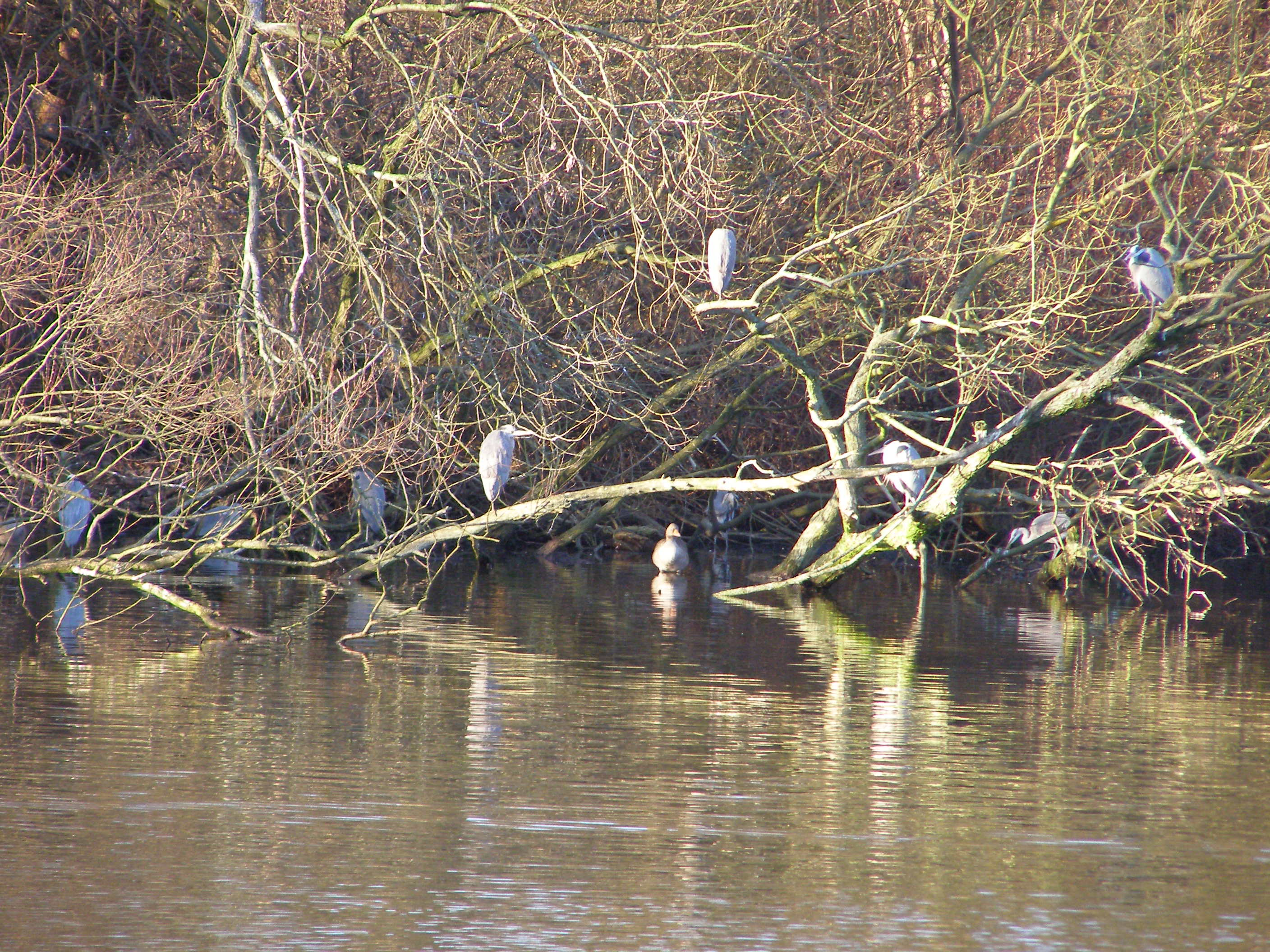
Graureiher, Dezember 2008

Der Eppendorfer Mühlenteich in Hamburg entstand durch die Stauung der Tarpenbek für den Betrieb der seit 1263 bezeugten Wassermühle, bevor diese in die Alster fließt. Der Eppendorfer Mühlenteich liegt im Stadtteil Eppendorf, an der Erikastraße und ist von einem idyllischen Grünstreifen umgeben. 

## Tier- und Pflanzenwelt
Er war vom 19. bis zum Anfang des 20. Jahrhunderts wegen seiner Fülle an seltenen Wasserpflanzen bei vielen Botanikern ein beliebtes Exkursionsziel. Hier überwintern die Hamburger Alsterschwäne in einem eingezäunten Bereich, der durch eine Umwälzpumpe eisfrei gehalten wird und bei Dauerfrost viele andere Wasservögel anlockt; der „Schwanenvater“ pflegt hier auch verunglückte Wasservögel gesund. In den Bäumen am Ufer finden sich viele Graureiher aus der nahegelegenen Kolonie im Bramfelder See (beim Friedhof Ohlsdorf) ein. Der Eppendorfer Mühlenteich ist gemäß Landesfischereiverordnung als Sperrzone ausgewiesen, Angeln ist ausdrücklich untersagt.